# Theten (Lennestadt)
Theten ist ein Ortsteil von Lennestadt im Kreis Olpe in Nordrhein-Westfalen. Der Ort liegt nahe der Bundesstraße 55 im Lennetal; benachbarte Ortschaften sind Hachen, Trockenbrück und Grevenbrück.

## Geschichte – Ortsentwicklung

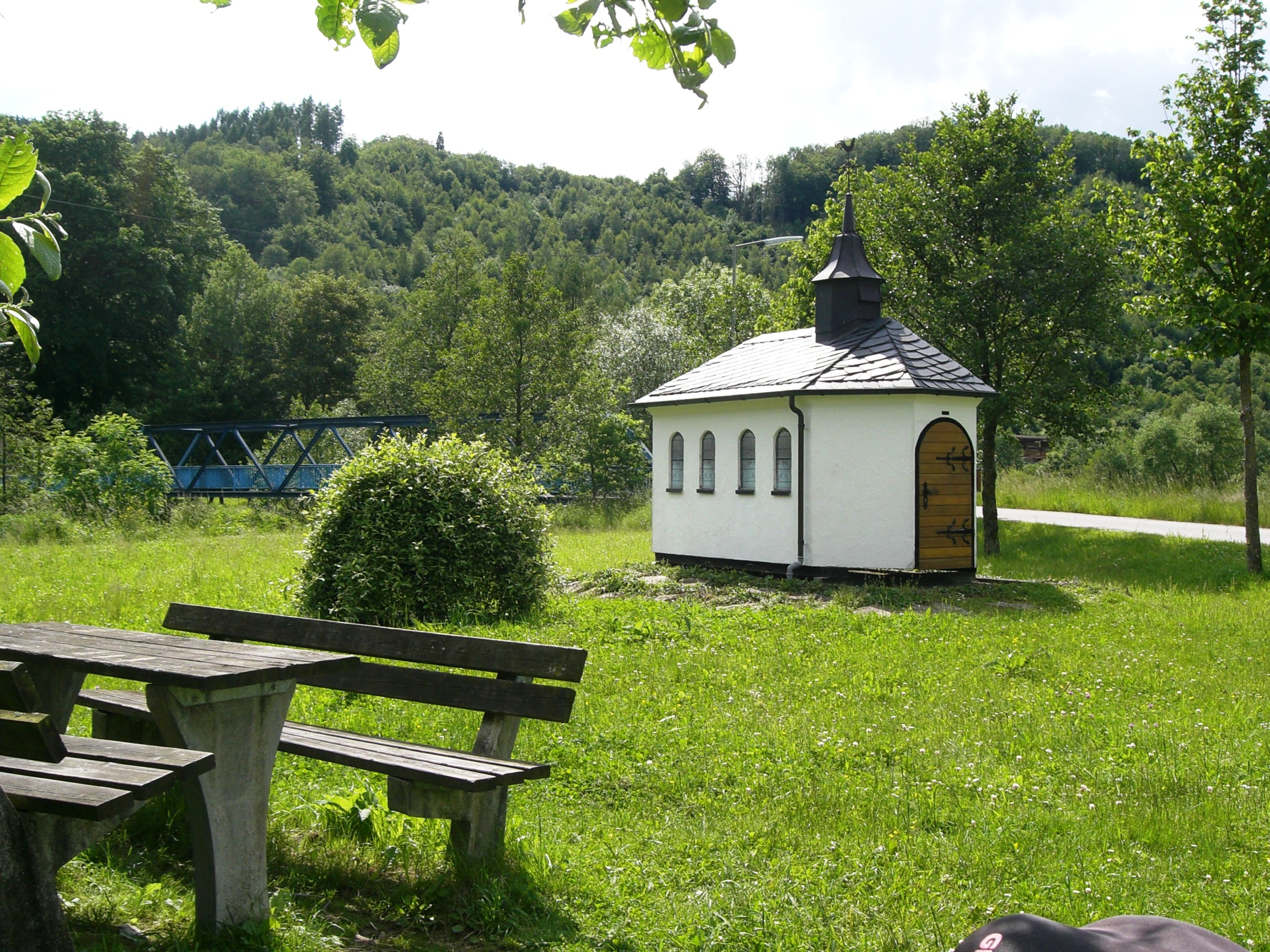
Theten: Ruhebänke mit Miniaturkapelle und Lennebrücke

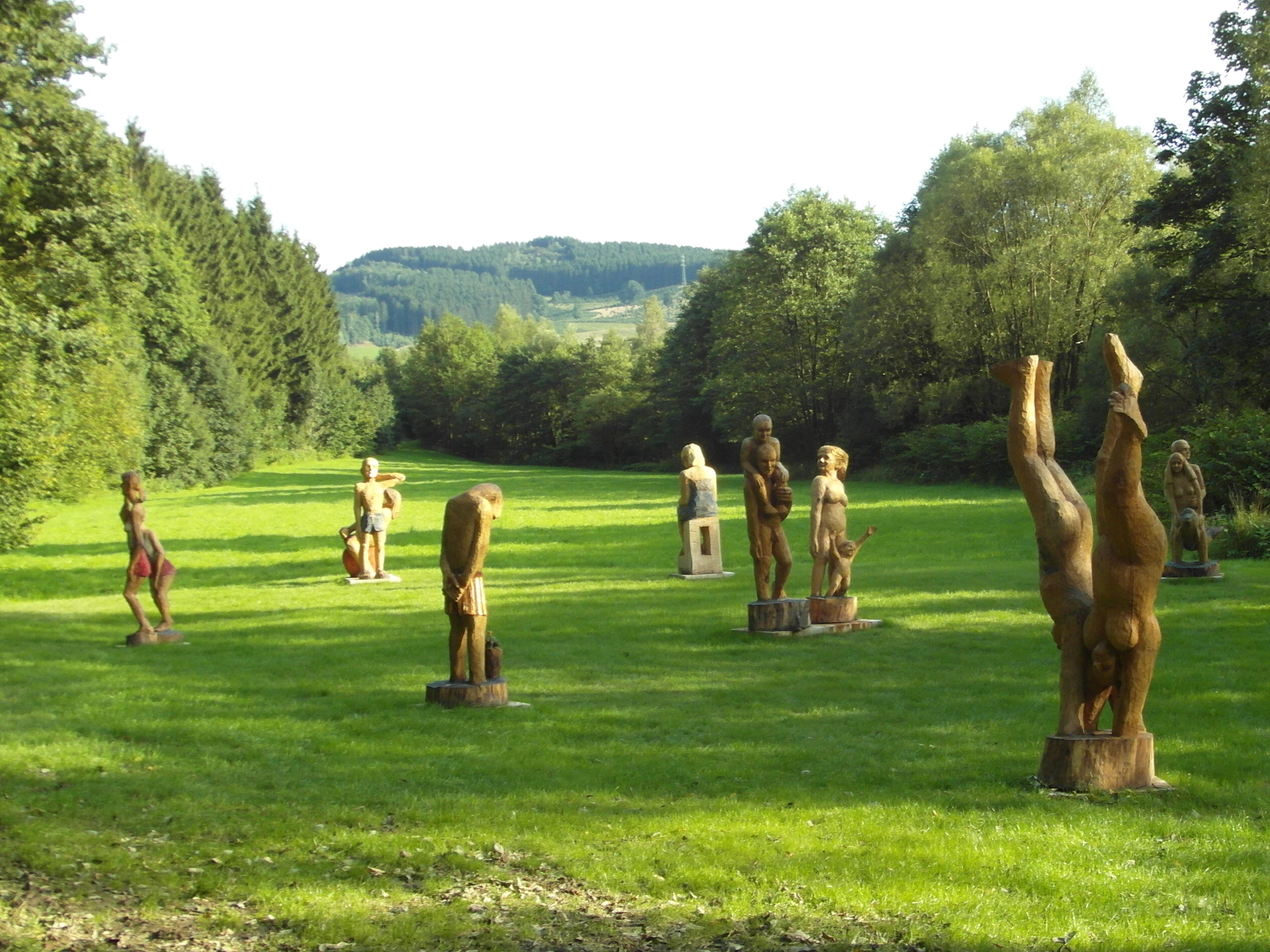
Skulpturen "Lennestrand" am Ortsausgang

Urkundlich wurde der Ort als „Tatena“ im Jahre 1072 erstmals erwähnt, 1101–1131 hieß er „Tetin“ und von 1281 bis 1313 „Theten“, 1433 "Tetene".
In der Stiftungsurkunde von 1072 des Klosters Grafschaft durch den Kölner Erzbischof Anno II. wird ein Hofgut in Theten in der Besitzliste genannt.
Aus einem Schatzungsregister von 1535 zur Türkensteuer sind für die Bauerschaft Theten nachstehende Namen erwähnt: Henneken, Der Starke, Hermans Johann, Hannß Hesse, Hanß In dem Steynhofe.
Anno 1606 kauffte Maria auff der Brogh zu Elspe den Salzgessers Hof zu Elspe von Johann Starke in Theten mit 220 gemeinen Dahler, jeder zu 26 Schillinge gerechnet, darzu noch 60 Reichsdahler, jeden auf 39 Schillinge gehalten.
Setzt man die Zahl der 5 vorerwähnten Schatzpflichtigen mit der Anzahl der damals in Theten vorhandenen Familien bzw. Häuser gleich und rechnet je Haus 6 Bewohner, so müssen um das Jahr 1535 dort ca. 30 Menschen gelebt
haben.
Im Sommer 2015 ist in den Lenneauen am Ortsausgang nahe am Radweg ein  kleiner Skulpturenpark angelegt worden. Die Figurengruppe „Lennestrand“ wurde von dem Essener Bildhauer Roger Löcherbach geschaffen. Jede der Figuren ist aus einem einzelnen  Holzstamm gehauen. Material und Ausdruck der Figuren fügen sich harmonisch in die Umgebung ein. Das Projekt ist von einer Stiftung eines heimischen Kreditinstituts finanziell gefördert worden. Der Künstler sagt über die Figurengruppe: "Meine Skulpturen baden im Leben: kopfüber, kopfunter, nachdenklich, diesseitig, glücklich, visionär, verspielt ..."
Der ländlich geprägte Ort mit zum Teil schmucken Fachwerkhäusern zählte Ende Juni 2020 215 Einwohner, wobei der Anteil der Senioren über 65 Jahre mit 19,5 % über dem Durchschnitt der Stadt Lennestadt (17,4 %) liegt. Am Ortsrand befindet sich der zentrale Bauhof der Stadt Lennestadt.

## Kapelle

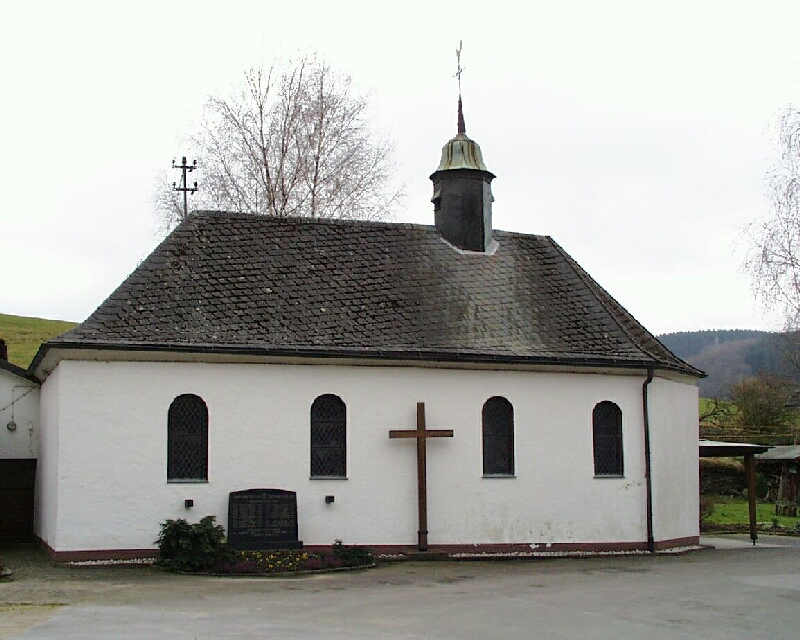
Kapelle Theten, Stadt Lennestadt

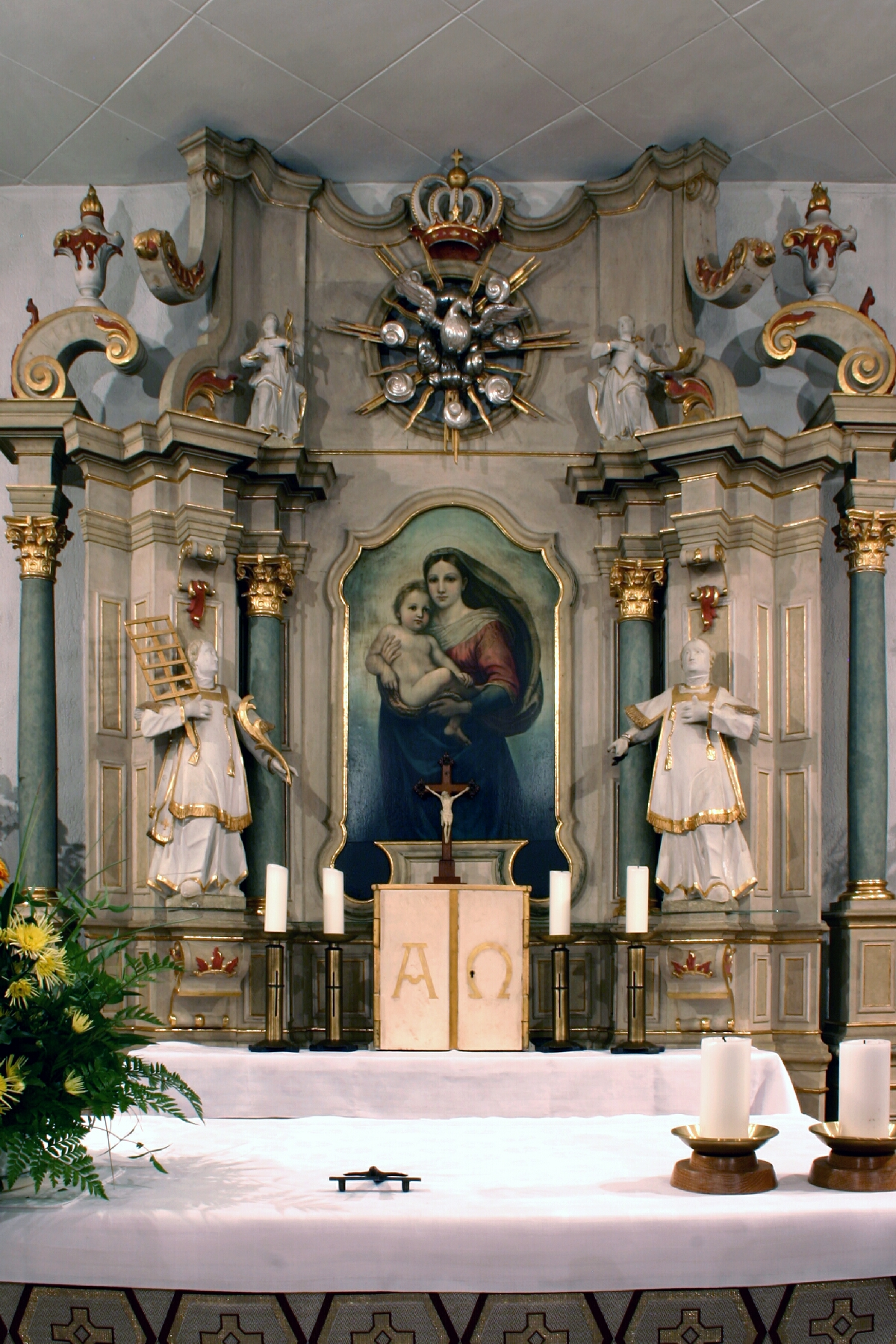
Altar Kapelle Theten

Die heutige Kapelle zu Theten wurde im Jahre 1778 erbaut.
Sie ist als einschiffige Kapelle mit 3/8 Schluss nach Osten und Westen errichtet.
Die Fenster sind rundbogig; gerade geschlossen an der Ostseite. Eingang rundbogig, Renaissance. Zur Ausstattung gehörte damals ein kupferner Braukessel, durch dessen Ausleihe an die Bewohner Einnahmen für die Kapelle erzielt wurden. Dieser Kessel ist im Jahre 1760 gestohlen worden.
Das Altarbild zeigt die Sixtinische Madonna des Künstlers Raffael (* 1483, † 1520).
Ob es sich bei  dem Bild um ein Original von Raffael selber, von einem seiner Schüler oder um eine spätere Kopie eines unbekannten Künstlers handelt ist derzeit nicht auszumachen.
Im Jahre 1938 wurde die Kapelle zu Theten mit Grund und Boden an die Kirchengemeinde Elspe übereignet. Aus einem Einkünfteverzeichnis des Küsters Johann Ortmann aus dem Jahre 1599 geht hervor, das er in allen Kapellenorten auf dem Tag der Weihe (Patronatsfest) von jedem hausbesitzenden Mann ein Brot und Eier erhält.

## Panoramablick auf Theten

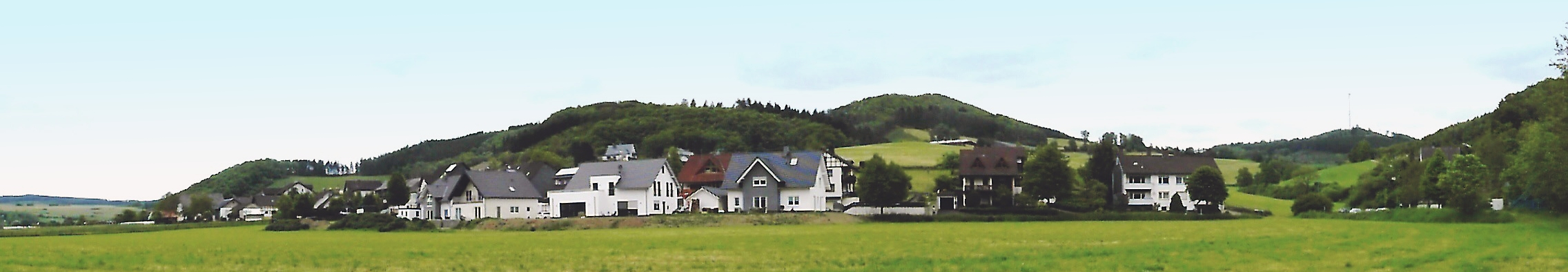
Blick auf Theten von den Lennewiesen (Mai 2015)